# 吉田安三郎
吉田 安三郎(よしだ やすさぶろう、明治37年(1904年)1月14日 - 昭和47年(1972年)4月20日）は、日本の都市計画家。建築官僚、建築指導者。大学卒業と同時に内務省大臣官房都市計画課に入省後、都市計画東京地方委員会技師、建設省指導課長、大阪府建築部長などを経て、昭和30年に新たに発足した日本住宅公団では計画、建築担当の理事。本格的な団地造成の仕事に取り組む。公団退任後は塚本不動産、八千代エンジニヤリング、鹿島建設、東亜不動産など幅広い活動を続けると同時に、日本都市計画学会副会長、会長をつとめ、同学会当時の社団法人化を実現、また後進の指導につとめる。幅の広い活躍をする一方、いろいろな会の仕事など多方面に精力的に活動した。大阪市出身。

## 経歴と人物
1929年（昭和4年）、東京帝国大学工学部建築科卒業と同時に内務省都市計画課に勤務。1932年5月警視庁保安部建築課。1935年10月神奈川県警察部建築工場監督課。その間、早くからドイツの法制やジードルンク（Siedlung）文献の翻訳等で都市運営や都市形成に関心を深めて研鑽を積む。
1940年（昭和15年）、都市計画東京地方委員会に転じる。先任の吉村辰夫が8年間かけ東京区部西南部に空地地区の第一次指定を達成した後を引継いで区部周辺区全域、内部区の一部、更に当時の都下都市計画区域の全域にわたって用途地域及び空地地区指定の完結に尽力するほか当時独自に建築成団と呼称した市街地の地区分類方法による建築態様別都市構成の解析並びに改造方向の研究に熱意を傾ける。常々、理論的に理想を指向しながら現実を見つめた実現への過程を重視。1941年、日本生活科学会に発足した国民標準住宅分科会メンバーに。
戦後、1945年12月戦災復興院計画局建築課。1946年5月同特別建設部設備課長。1947年8月特別調達庁契約局工事部長。1948年4月建設院(後の建設省)建築局指導課長を歴任し戦災復興都市計画の基礎的指導に当たった。同年9月大阪府建築部長就任。1955年までの7年間、郷土の復興建築全般の指導に尽力。その傍ら博士論文「大阪市に於ける標準的建築成団とその建築態様に就いて」をまとめ、1955年10月工学博士。同年、日本住宅公団発足とともに初代の計画担当理事に就任。以後8年間住宅団地、中高層団地住宅、施設付市街地住宅など、新開発再開発の両面にわたって建築成団、不燃構造の本格的計画的な市街地建設の指導に全力を傾倒、続々と開発実現。
公団団地建設の開発向上に関する業績により、公団技術部門として後に日本建築学会から建築学会賞が送られる。
1956年（昭和31年）から1969年（昭和44年）5月まで日本建築学会理事又は監事。うち、1963（昭和38年）5月から1967年（昭和42年）5月まで副会長。1963年10月から塚本不動産取締役副社長。1965年1月から八千代エンジニアリング専務取締役。また海外技術協力事業団参与として、海外技術協力に尽力。1966年1月鹿島建設常務取締役、1971年7月常任顧問。都市計画学会は4年間副会長をつとめた後、1967年5月から1969年5月まで2期にわたって会長に就任。会長としては、それまで多年の懸案であった本会の社団法人化に非常な努力をはらいこれを実現、非常に大きな功績を残した。1971年7月からは東亜不動産取締役。
功績に対し1972年（昭和47年）正四位勲三等旭日中綬章。同年死去。